# Trans-Kaukasischer Pokal
Der Trans-Kaukasische Pokal war ein von 1926 bis 1935 stattfindender Fußballwettbewerb für Nationalmannschaften aus dem Kaukasus. Unklar ist, ob das Turnier auch in den Jahren 1929 bis 1933 ausgespielt wurde.

## Modus
Der Wettbewerb fand in einer Dreiergruppe statt, jede Mannschaft spielte nur einmal gegen die anderen beiden Nationen.
Teilnahmeberechtigt waren:

- Aserbaidschan
- Georgien
- Armenien

## Alle Titelträger
| Jahr | Gastgeber (Ort)      | Gewinner      | Ergebnis | Zweiter       |
| ---- | -------------------- | ------------- | -------- | ------------- |
| 1926 | Georgien (Tiflis)    | Progres Baku  | n.A.     | Georgien      |
| 1927 | Georgien (Tiflis)    | Aserbaidschan | n.A.     | Georgien      |
| 1928 | Georgien (Tiflis)    | Georgien      | n.A.     | Aserbaidschan |
| 1934 | Aserbaidschan (Baku) | Georgien      | n.A.     | Aserbaidschan |
| 1935 | Georgien (Tiflis)    | Georgien      | n.A.     | Aserbaidschan |